# Cnephasia jozefi
Cnephasia jozefi es una especie de polilla perteneciente al género Cnephasia, categorizada en la tribu Cnephasiini, de la subfamilia Tortricinae.

## Distribución
Se distribuye por Argelia.

## Taxonomía
Fue descrita por Razowski en 1961 y publicada por primera vez en (Cnephasia), Polskie Pismo Ent. 31: 105.